# Admannshagen-Bargeshagen
Admannshagen-Bargeshagen település Németországban, Mecklenburg-Elő-Pomeránia tartományban, az Amt Bad Doberan-Land-hoz tárózik. Lakosainak száma 2871 fő (2023. december 31.). Admannshagen-Bargeshagen Nienhagen, Elmenhorst/Lichtenhagen, Rostock, Lambrechtshagen, Bartenshagen-Parkentin, Bad Doberan és Börgerende-Rethwisch községekkel határos.

## A település részei
- Admannshagen,
- Admannshagen-Ausbau,
- Bargeshagen,
- Rabenhorst és
- Steinbeck

## Népesség
A település népességének változása:
| Lakosok száma | 2806 | 2853 | 2880 | 2880 | 2874 | 2871 |
|               | 2014 | 2017 | 2019 | 2021 | 2022 | 2023 |